# Joseph Salerno
Joseph T. Salerno är en amerikansk nationalekonom som verkar i den österrikiska traditionen. Salerno är professor på Pace University i New York och har arbetat inom fälten rörande bankväsendet och pengateori, komparativ ekonomi, ekonomisk historia och makroekonomiska analyser. 
Salerno har i en text berättat att hans intresse av den österrikiska ekonomiska skolan föddes då han läste en text av Murray Rothbard som handlande om "den renaste formen av libertarianism... anarkokapitalism". 